# Freiberg am Neckar
Freiberg am Neckar – miasto w Niemczech, w kraju związkowym Badenia-Wirtembergia, w rejencji Stuttgart, w regionie Stuttgart, w powiecie Ludwigsburg, siedziba wspólnoty administracyjnej Freiberg am Neckar. Leży nad Neckarem, ok. 4 km na północ od Ludwigsburga, przy autostradzie A81 i linii kolejowej Ludwigsburg –Gaildorf.

## Współpraca
Miejscowości partnerskie:
- Erzin, Turcja
- Roßwein, Saksonia
- Soisy-sous-Montmorency, Francja
- Újhartyán, Węgry